# Fernschreiber 100

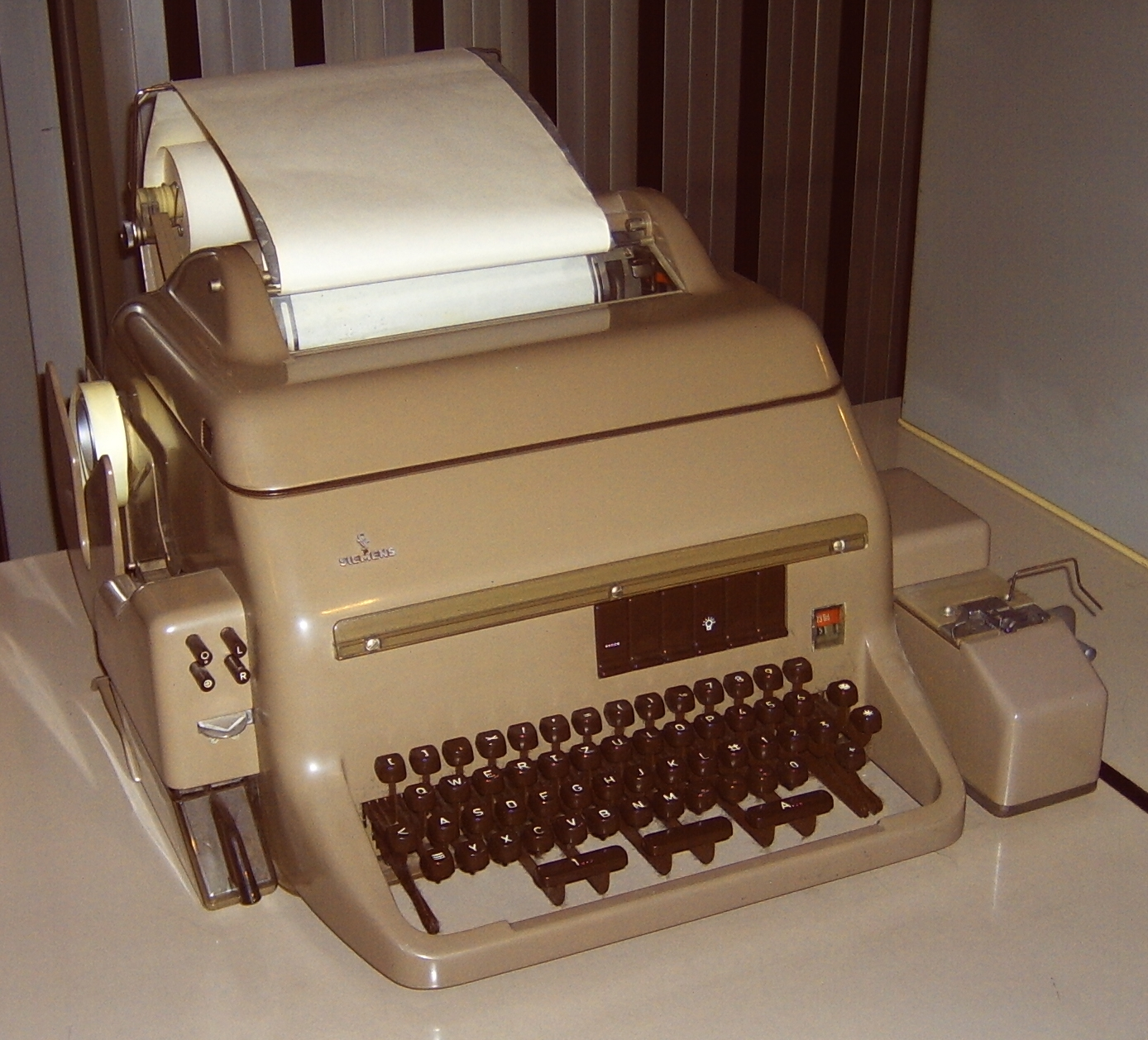
Siemens Fernschreiber 100

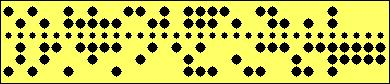
Ausschnitt aus einem typischen Lochstreifen

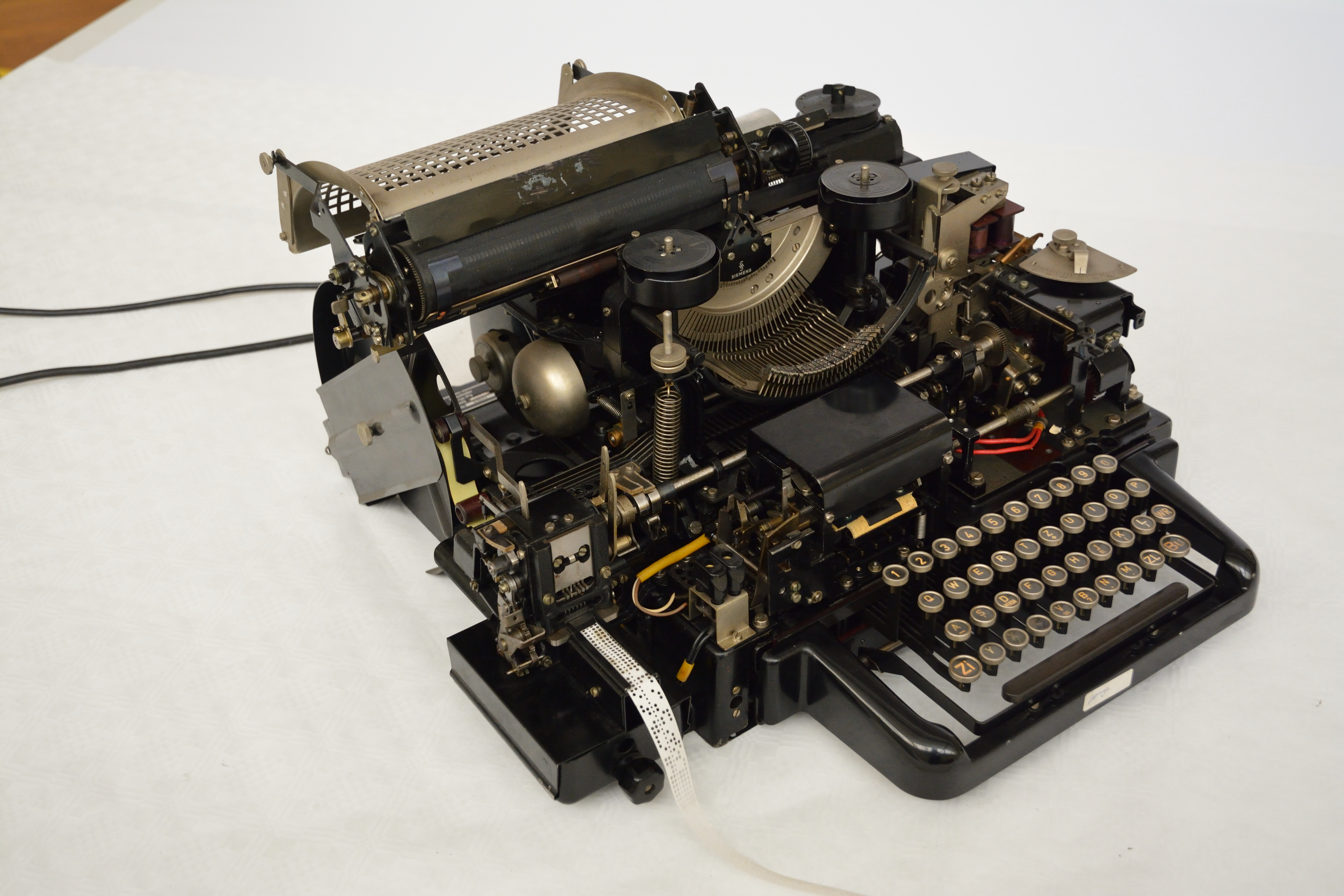
Vorgänger T37 aus den 1930er-Jahren

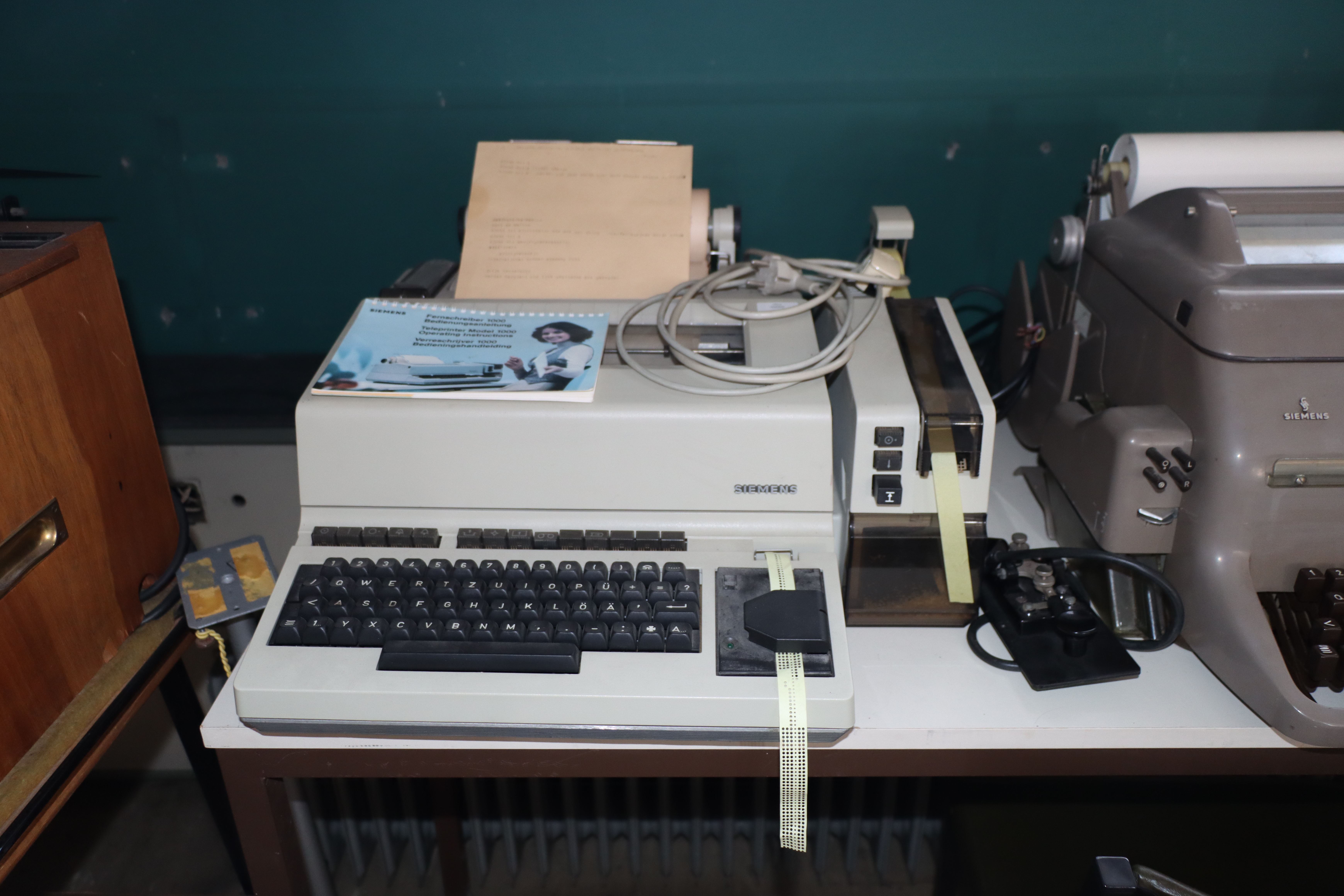
Nachfolger T1000 neben einem T100 (rechts)

Der Fernschreiber 100 (kurz: T100 mit „T“ für Telex) war ein Fernschreiber der Firma Siemens (gelegentlich auch bezeichnet als: Fernschreiber Siemens T100). In der zweiten Hälfte des 20. Jahrhunderts war der T100 das kommerziell erfolgreichste Fernschreibgerät der Herstellerfirma.

## Geschichte
Hergestellt wurde der Fernschreiber 100 ab 1958 durch die Siemens & Halske AG, die 1966 in Siemens AG umbenannt wurde. Aufgefasst werden kann er als Nachfolger des T37 vom selben Hersteller aus den 1930er-Jahren, der bis in die 1950er-Jahre verwendet worden war.
Der T100 wurde mannigfaltig eingesetzt, nicht nur für seinen eigentlichen Verwendungszweck als Endgerät für die Telekommunikation, sondern beispielsweise auch als Konsole innerhalb der damaligen Computernetzwerke von Universitäten oder Unternehmen während der 1970er-Jahre. Da der T100 weder über einen integrierten Lochstreifenleser noch über einen Lochstreifenstanzer (Locher) verfügte, wurde er zumeist mit als Zubehör erhältlichen externen „Lochstreifenzusätzen“ betrieben. Im Bild oben ist an der linken Seite montiert der „Anbau-Locher“ und an der rechten Seite der „Anbau-Lochstreifensender“ zu sehen.
Beim Nachfolger T1000S, der 1976 auf den Markt kam, waren große Teile der Feinmechanik des T100 durch zeitgemäße Elektronik ersetzt worden. Trotz der neuen Konkurrenz aus dem eigenen Haus blieb der bewährte T100 auch noch in den 1980er-Jahren weitflächig im Einsatz. 
Mit Einführung der E-Mail ab Ende der 1980er-Jahre und spätestens in den 1990er-Jahren neigte sich die Zeit der Fernschreiber, und damit auch des T100, ihrem Ende zu. Heute ist er noch von historischem Interesse und wird gelegentlich von Technikbegeisterten, beispielsweise von Funkamateuren, reaktiviert (siehe auch: Fernschreiben im Amateurfunk), zum Beispiel im Rahmen von Funkfernschreib-Wettbewerben wie dem Europa-RTTY-Diplom (RTTY steht hier als Abkürzung für Radio Teletype, deutsch „Funkfernschreiben“).